# Astimedusa
En la mitología griega, Astimedusa (en griego Ἀστυμέδουσα), también conocida como Medusa (Μέδουσα), es una princesa de Micenas e hija de Esténelo y de Nicipe, hija de Pélope. Por lo tanto es la hermana del rey Euristeo. Algunos autores dicen que Euriganía fue la segunda esposa de Edipo, y tras la muerte de ésta, Edipo se desposaría con Astimedusa. Astimedusa acusó a sus dos hijastros, Polinices y Eteocles, de haber intentado forzarla, lo que provocó que Edipo montara en cólera. Esto explica la causa alternativa por la que Polinices y Eteocles provocaron luchas entre ellos por el trono de Tebas.